# Нижняя (приток Хатанги)
Ни́жняя — река в Таймырском Долгано-Ненецком районе Красноярского края России, правый приток реки Хатанга (бассейн моря Лаптевых). Длина реки — 157 км, площадь водосборного бассейна — 4840 км².
Исток реки находится на Северо-Сибирской низменности при слиянии рек Танаралах и Ушкан на высоте более 66 м над уровнем моря. В верховьях и среднем течении течёт преимущественно на север. После впадения реки Дальдин течение меняется на западное. Протекает по незаселённой лесотундровой местности с преобладанием лиственницы. Берега в нижнем течении низкие, заболоченные, с преобладающими высотами от 0,5 до 40 м. Долина реки здесь широкая (до 12 км) и плоская. В бассейне встречаются многочисленные старичные озёра небольшой глубины, на террасе - термокарстовые озёра с крутыми обрывистыми эрозионными берегами. В низовьях река очень сильно меандрирует. В половодье и высокие паводки низовья затапливаются водами Хатанги, а в низкую воду до реки доходит приливная волна из Хатангского залива. Впадает в Хатангу справа в 130 км от её устья; при устье образовано несколько наносных островов (Песцовый, Береговой, Устьевой и др.). В нижнем течении ширина русла достигает 220 м при глубине до 4 м, скорость течения — 0,2 м/с.
Основные притоки — Бичежная (лв), Дальдин (пр), Верхняя Бичежная (лв) и Уолбут-Сяне (пр).

## Данные водного реестра
По данным государственного водного реестра России и геоинформационной системы водохозяйственного районирования территории РФ, подготовленной Федеральным агентством водных ресурсов:
- Бассейновый округ — Енисейский
- Речной бассейн — Хатанга
- Речной подбассейн — Хатанга от слияния Хеты и Котуя до устья
- Водохозяйственный участок — Хатанга от истока до устья без реки Попигай
- Код объекта в государственном водном реестре — 17040400112117600030264[4].